# Lophomma depressum
Lophomma depressum är en spindelart som först beskrevs av James Henry Emerton 1882.  Lophomma depressum ingår i släktet Lophomma och familjen täckvävarspindlar. Inga underarter finns listade i Catalogue of Life.